# Soest van A tot Z

## A
Adèle de Beaufort
- Ad Langebent
- Albertshoeve
- Algemene Begraafplaats Soest
- Amersfoortsestraatweg 15 
- Amersfoortsestraatweg 117 
- André Bolhuis
- Andries de Wilde
- Andrieshoeve
- Anna Paulownahuis 
- Anna Paulownalaan 23 
- Anna Paulownalaan 4-10 
- Anna Serierse

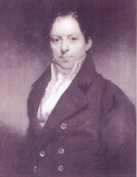
Andries de Wilde

- Annemarie Snijder-van den Eerenbeemt
- Année Rinzes de Jong
- Anton Blok
- Archief Eemland
- Argus 
- Arie Noordergraaf 
- Aschenburg
- August Biswamitre
- Aula Algemene Begraafplaats Soest
- AV Pijnenburg

## B

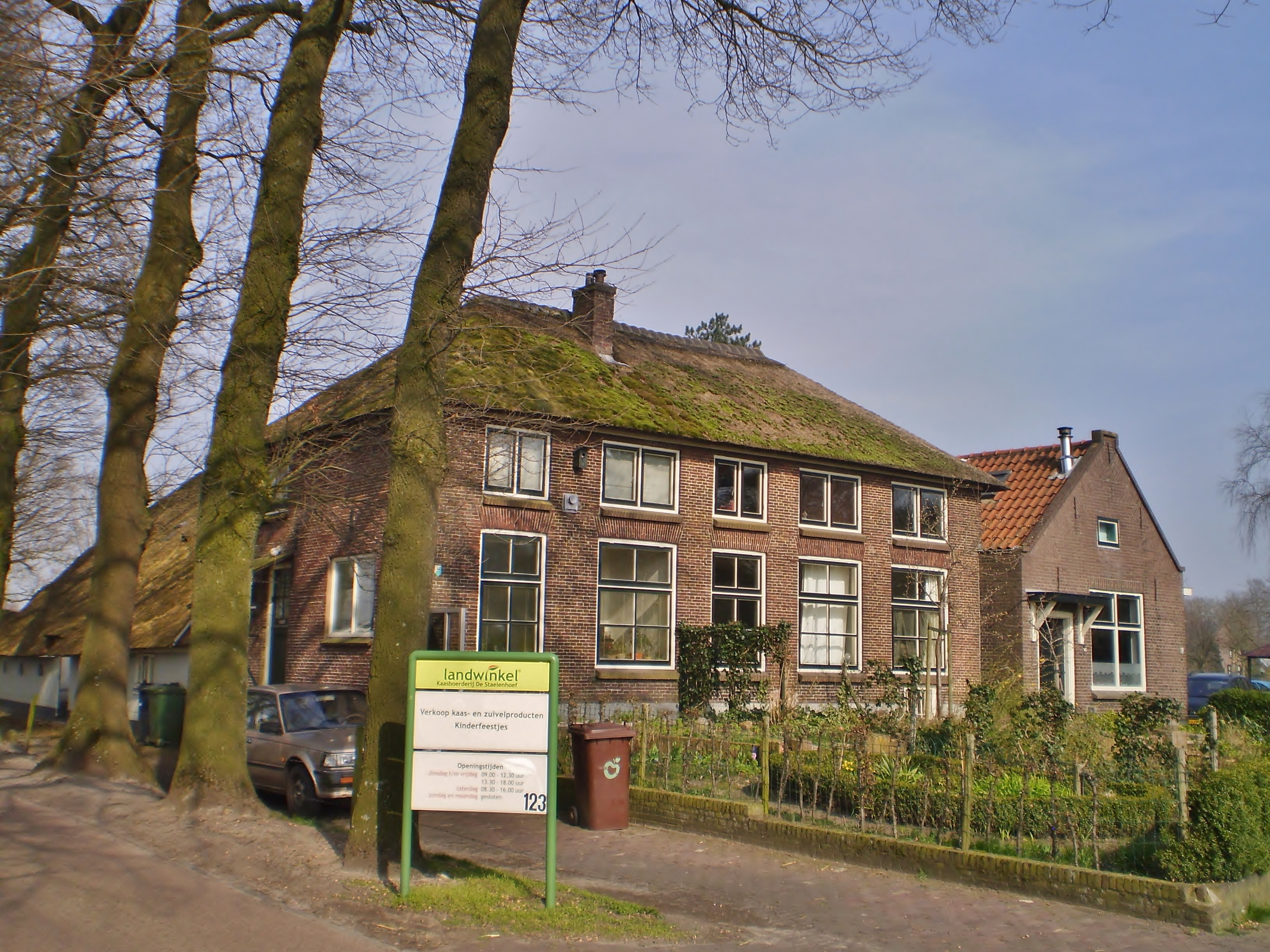
Birkststraat

Babette van Veen
- Baukje Vellekoop
- Bartolottilaan 2 
- Begraafplaats Dalweg 
- Bella Vista (Soest)
- Ben Lustenhouwer
- Bert Vink
- Biezenveld Reynhove 
- Biltseweg 
- Biltseweg 41
- Birkhoven
- Birkstraat 76 
- Birkstraat 106 
- Birkstraat 112 
- Birkstraat 1146 
- Birkstraat 125 
- Bleijendaal 
- Boerderij De Oude Melm
- Boerderij 't Klooster 
- Boerderij Vosseveld 
- Boerenstreek
- Joannes Boldoot
- Bosstraat 
- Bouwlust 
- Braamhage 
- Bunkers vliegbasis Soesterberg 
- Burgemeester Grothestraat 
- Burgemeester Grothestraat 15 
- Burgemeester Grothestraat 21 
- Burgerwoning Egghermonde

## C
Café Soestdijk 
- Carina van Leeuwen
- Caroline Kerkhoven
- Carolus Borromeüskerk 
- Catharina Rinzema
- Cees Waal
- Cenakel 
- Charlottehoeve
- Chris Al 
- Claartje Kruijff
- Colensopark
- Constant Jacob Willem Loten van Doelen Grothe

## D

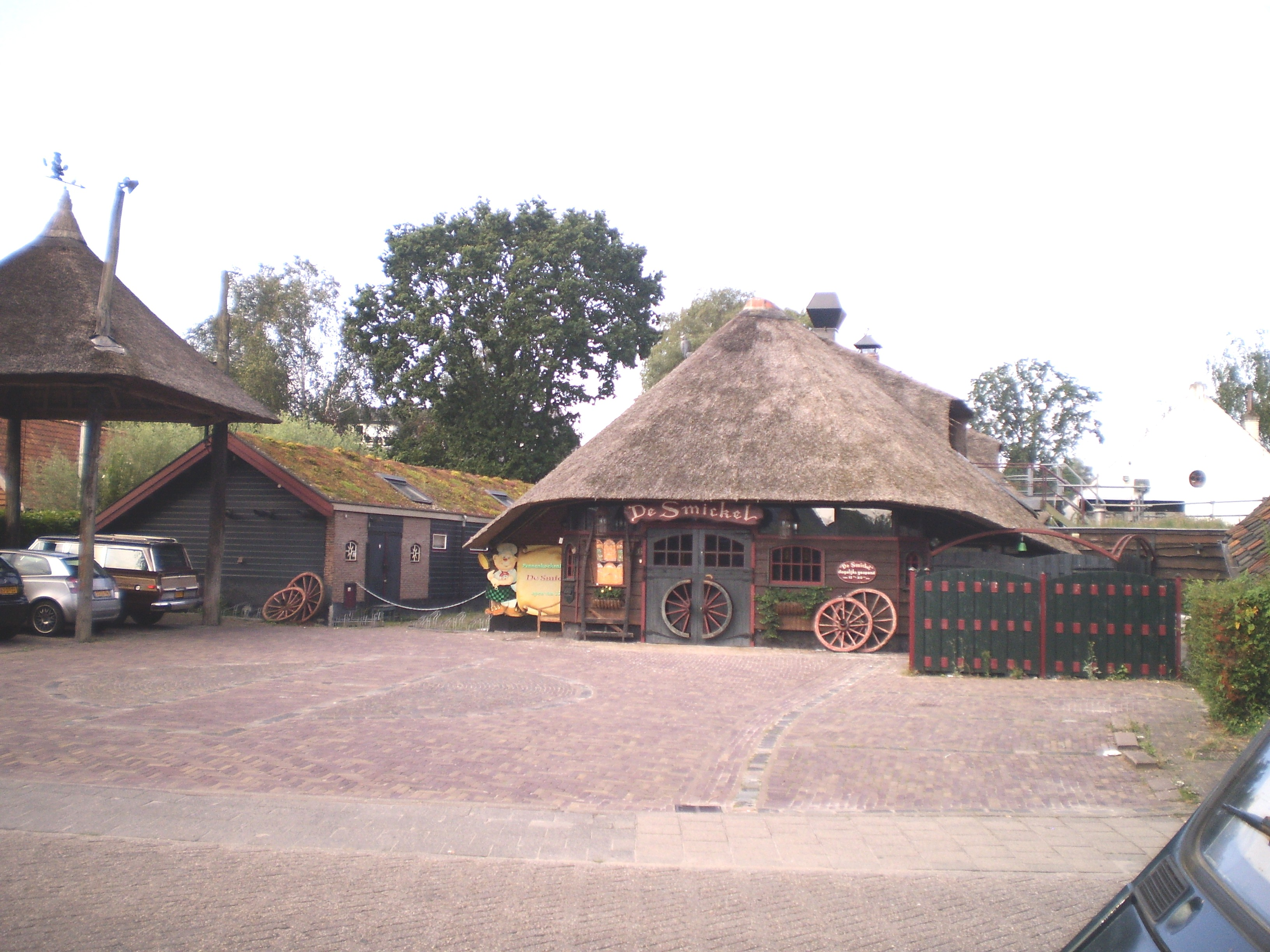
De Smickel

Daan Huizing
- Daniëlle Schothorst
- Daniël Mackay
- David Jansen
- De Beer z'n Veld 
- De Bergeend 
- De Binckhorst 
- De Birkt
- De Boomgaardschuur 
- De Buitenplaats 
- De Bund 
- De Cederhof 
- De Egel 
- De Eng Soest Midden
- De Hoefslag 
- De Hooge Birckt 
- De Hooge Heerd 
- De Klomp 
- De Nieuwe Graskamp 
- De Oude Tempel 
- De Paltz (boerderij) 
- De Ruif 
- De Ruyge Akker 
- De Smickel 
- De Stalenhoef 
- De Stompert 
- De Swaen 
- De Vlasakkers 
- De Windhond (Soest) 
- De Witte Burchthoeve 
- De Zevenslootakker
- De Zonheuvel 
- De Zoom 
- Dienstwoning Pompstation
- Dirk Jan de Geer
- Dorpspomp 
- Dorpsschool 
- Douwe Klaas Wielenga
- Du Moulinkazerne

## E

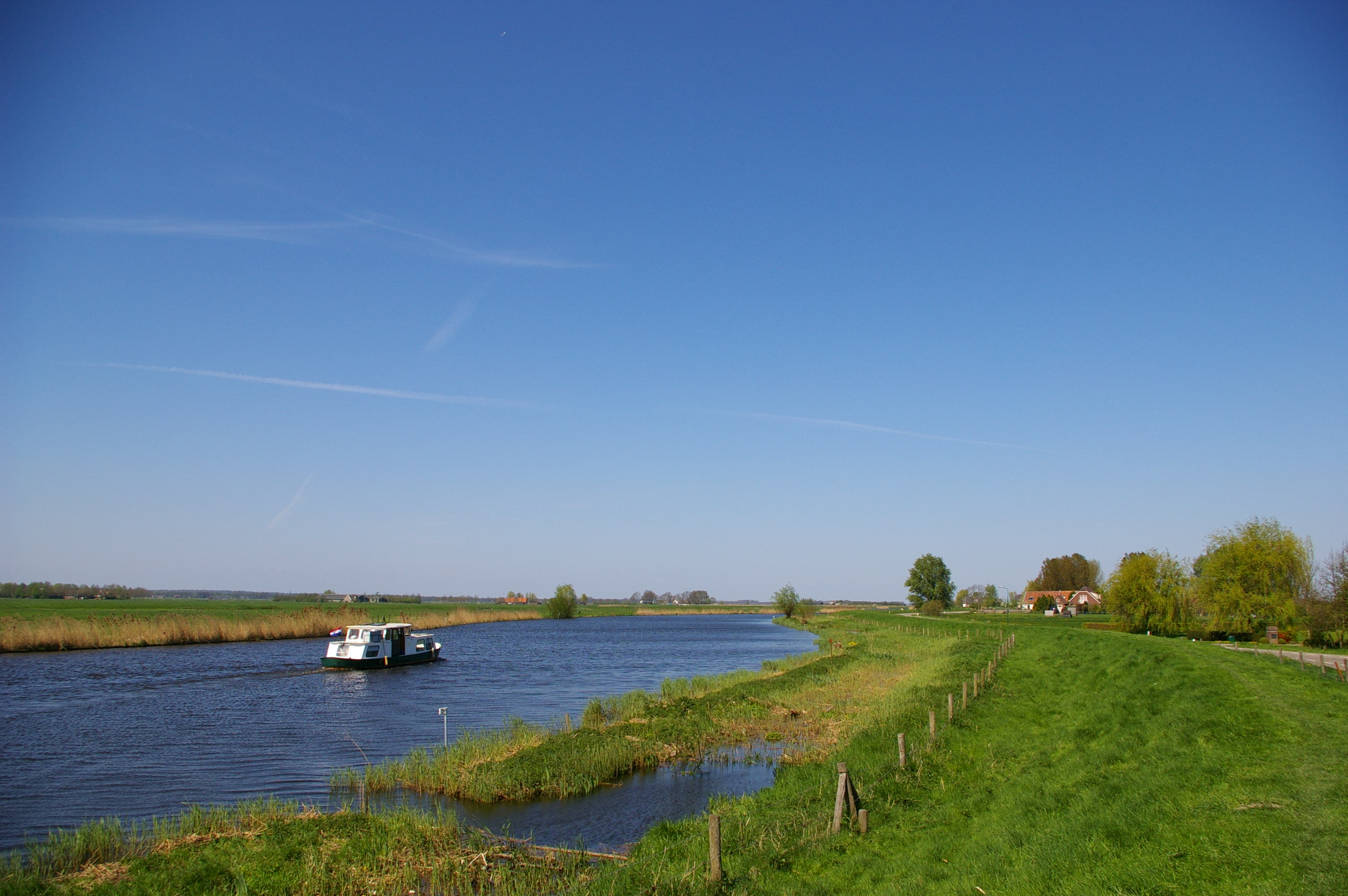
De Eem

Ed van den Heuvel
- Eem 
- Eemland1
- Eempolder 
- Eemsnoer
- Eemstraat 
- Eemstraat 18
- Eemvaart
- Eemvallei 
- Egbert de Rooij
- Egghermonde 
- Eickenhorst 
- Elbertse Orgelmakers
- Els van Doesburg
- Jolanda Elshof
- Els van Doesburg
- Emmakerk 
- Engelbert L'Hoëst
- Enghenbergje
- Erik van der Wurff
- Eyckendal
- Everhard Spelberg
- Evert Grift
- Evert Offereins

## F
Felix Ortt
- Ferdinand Huyck
- Ferdinand Huycklaan 2 
- Ferdinand Huycklaan 5
- Foekje Hoekstra 
- Franc van Oort
- Frank Paauw
- Frida Vogels

## G
Gebouw 10 
- Geerte Hoeke

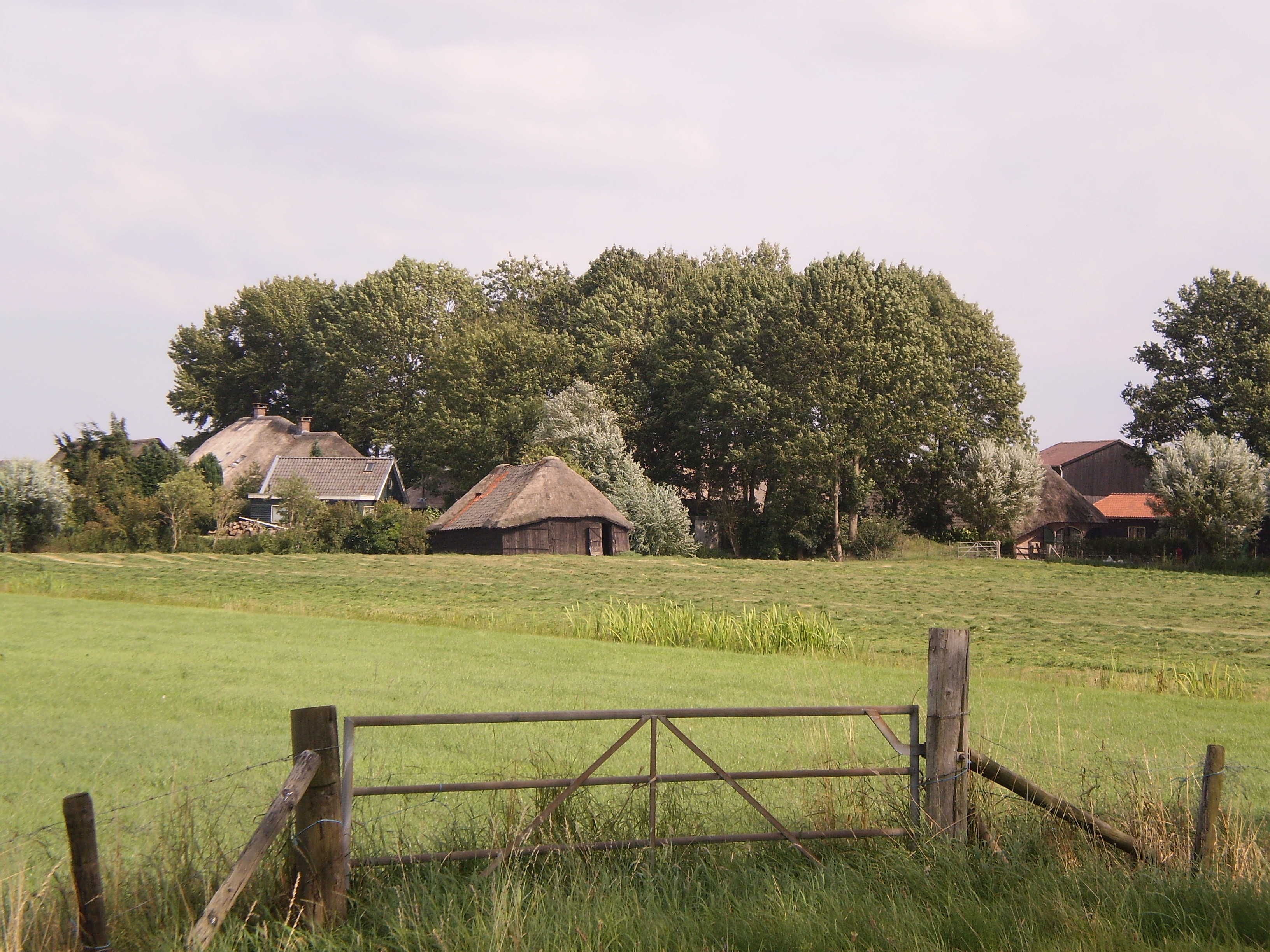
Grote Melm

- Gedenknaald vliegveld Soesterberg 
- Gemeentebelangen Groen Soest
- Geerte Hoeke
- Gerard Reeskamp
- Ger Mik
- Gerrit Gerritse
- Gerrit Govaars
- Gerrit Haspels
- Gerrit Stavast
- Gerrit Vellekoop
- Gevelsteen Lange Brinkweg 9 
- Goederenloods van Station Soest 
- Grafheuvel Monnikenbosch
- Grafmonumenten Onze Lieve Vrouwekerkhof 
- Greeth Gilhuis-Smitskamp
- Griftland College
- Groot Gaesbeker Gilde 
- Grote Melm 
- Grote Melmweg 31 
- Grote Melmweg 33 
- Gustaaf Regout
- Guus Verstraete sr.

## H
Hamelenburg
- Hanna Kraan
- Hans de Widt
- Hans Habes
- Hans Kruiswijk 
- ’t Hart Soestdijk
- Hazelaar
- Hees (Soest) 
- Heidewijck 
- Heilige Familiekerk 
- Henri Menko
- Herberg De Drie Ringen 

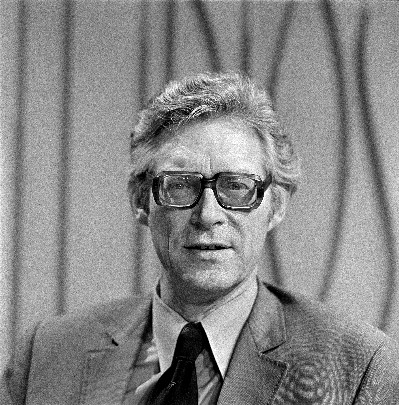
Herman Kuiphof

- Herdenkingsboom Groot Gaesbeker Gilde 
- Herenhuis Vosseveld 
- Herman Joosten
- Herman Kuiphof
- Hermitage 
- Het Gagelgat
- Het Honk 
- Heuvel en Dael 
- Historische vereniging Soest-Soesterberg
- H.J. Winkelman
- Honswijk 
- Huibert Ottevanger
- Huize Lindenhof
- HV Eemland

## I
Ina Isings
- In d' Opgang 
- In de ruimte

## J
Jaap Veenendaal
- Jachthuis De Oude Tempel 
- Jachthuislaan

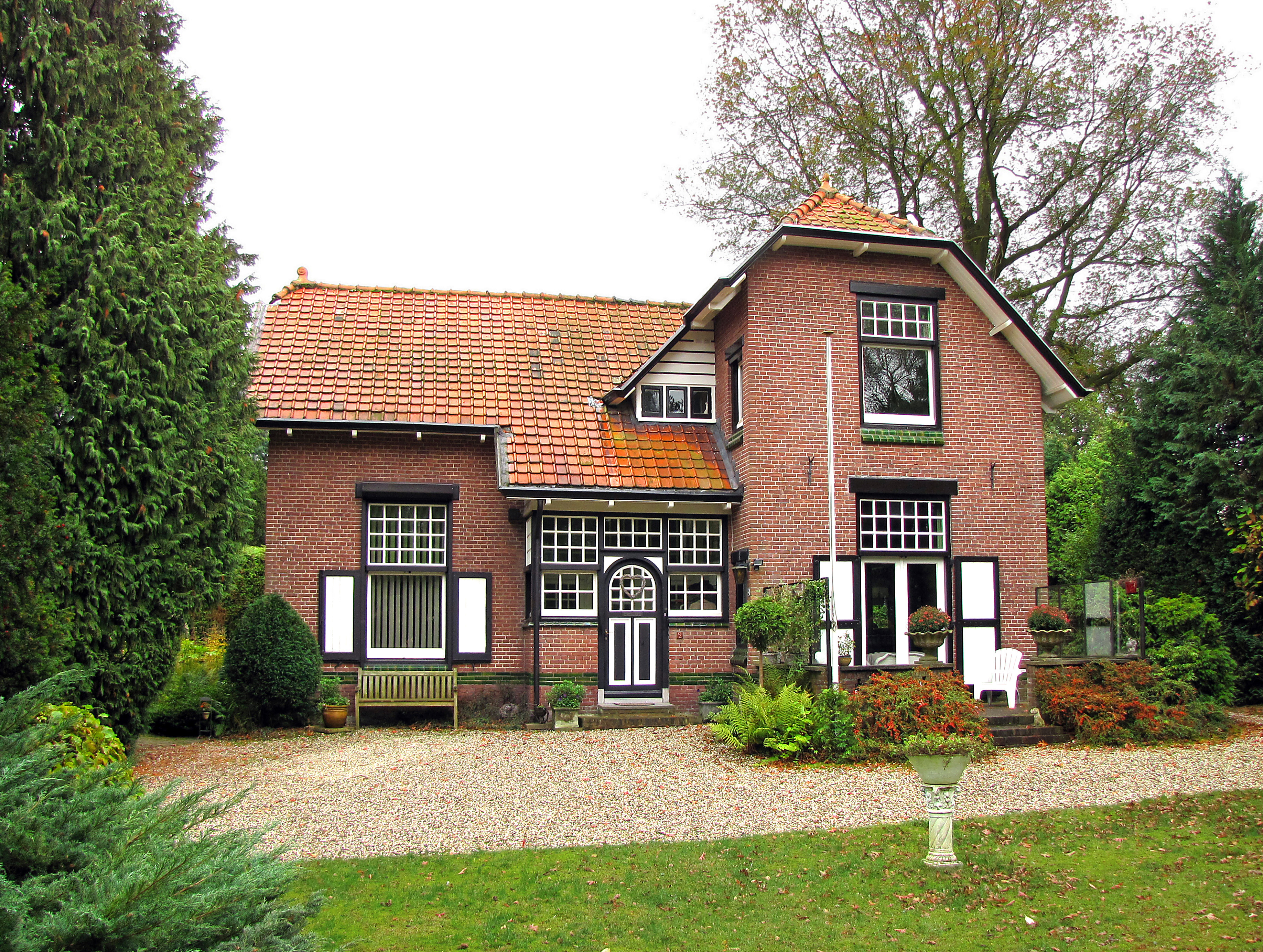
Julianalaan 2

- Jachtopzienerswoning De Oude Tempel 
- Jacoba Bartolotti van den Heuvel 
- Jacobus Johannes Bos
- Jack Wouterse
- Jan Cock Blomhoff
- Jan Dorrestein
- Jan Ebbenhorst
- Jan Elbertse 
- Jan Hazelaar
- Janine Jansen
- Jan Pieter Lokker
- Jan van der Dussen (burgemeester)
- Jan van Oort
- Jef Hinderdael
- Jeltien Kraaijeveld-Wouters
- Jenny Dalenoord
- Jenny Goovaerts
- Jessurunbos
- Johan Doeleman
- Johan Herman Isings
- Johanna Jacoba Werker
- Joke Stoffels-van Haaften
- Joop Hollebrands
- Joost van der Grinten
- Jorrit Eijbersen
- Julianalaan 2 
- Julianalaan 24-26 
- Julianalaan 32
- Julien Smink
- Jurgen Bey

## K
Kasteel Bleyendaal 
- Kerkje van Hees 
- Kerkpad 
- Kerkpad Noordzijde 21-23 
- Kerkpad Noordzijde 27 
- Kerkpad Noordzijde 35 
- Kerkpad Noordzijde 37 
- Kerkpad Noordzijde 41 
- Kerkpad Noordzijde 47 
- Kerkpad Zuidzijde 3a
- Kerkpad Zuidzijde 5-7
- Kerkpad Zuidzijde 17 
- Kerkpad Zuidzijde 41 
- Kerkpad Zuidzijde 43 
- Kerkpad Zuidzijde 67
- Kerkpad Zuidzijde 111 
- Kerkstraat 7-9
- Kerkstraat 10-12 
- Kerkstraat 13 
- Kerkstraat 19 
- Klaarwater 
- Klaten
- Klein Middelwijk 
- Klein Staalwijk 
- Klein Vredehof 
- klooster Mariënburg
- klooster Mariënhof
- Knechtenhuis Lange Brinkweg 28 

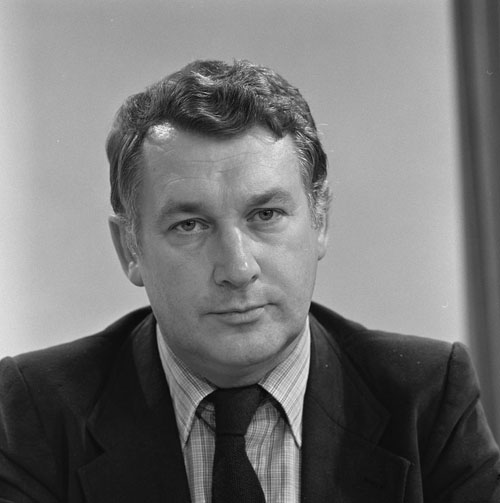
Koos Postema

- Knekelhuis Algemene Begraafplaats Soest 
- Knekelhuis Onze Lieve Vrouwekerkhof 
- Koetshuis De Buitenplaats
- Koetshuis Lange Brinkweg 18 
- Kokkie Gilles
- Koninginnelaan 10 
- Koninginnelaan 64 
- Kontakt der Kontinenten 
- Koos Janssen
- Koos Postema
- Kozakkenput
- KP-Soest

## L
Laagte van Pijnenburg
- Landgoed De Paltz 
- Lange Brinkweg 13 
- Lange Brinkweg 24 
- Lange Brinkweg 26a 
- Lange Brinkweg 28a 
- Lange Brinkweg 30 
- Lange Brinkweg 34 
- Lange Brinkweg 64 
- Lange Brinkweg 87 
- Le Château de ma mère 
- Léonie Sazias
- Loek des Tombe
- Lijst van beelden in Soest 
- Lijst van burgemeesters van Soest

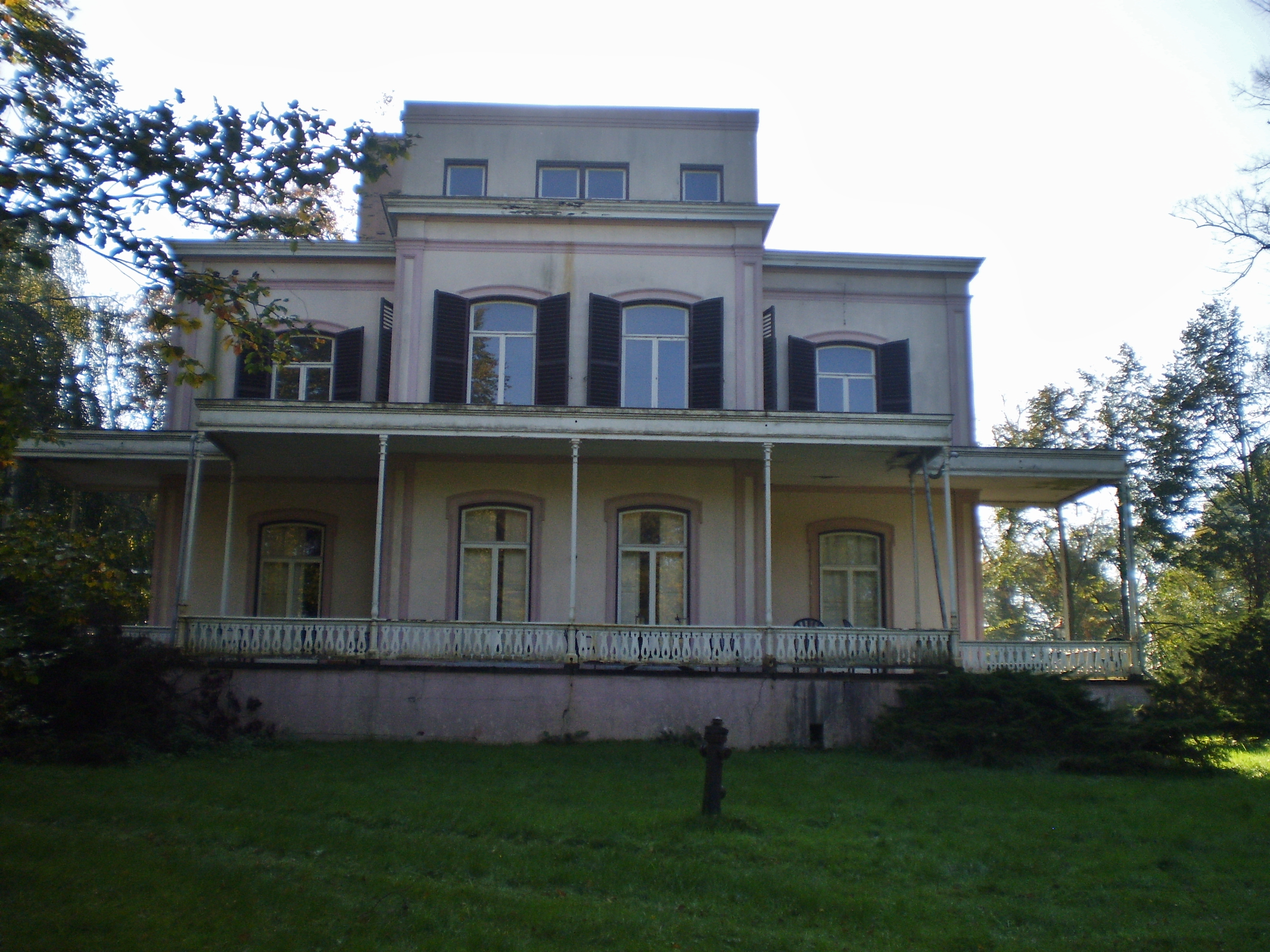
Landhuis De Paltz

- Lijst van gemeentelijke monumenten in Soest 
- Lijst van industrieel erfgoed in Soest (Nederland) 
- Lijst van oorlogsmonumenten in Soest
- Lijst van rijksmonumenten in Soest (gemeente) 
- Lijst van rijksmonumenten in Soest (plaats)
- Lijst van Soestenaren
- Lijst van straten in Soest

## M

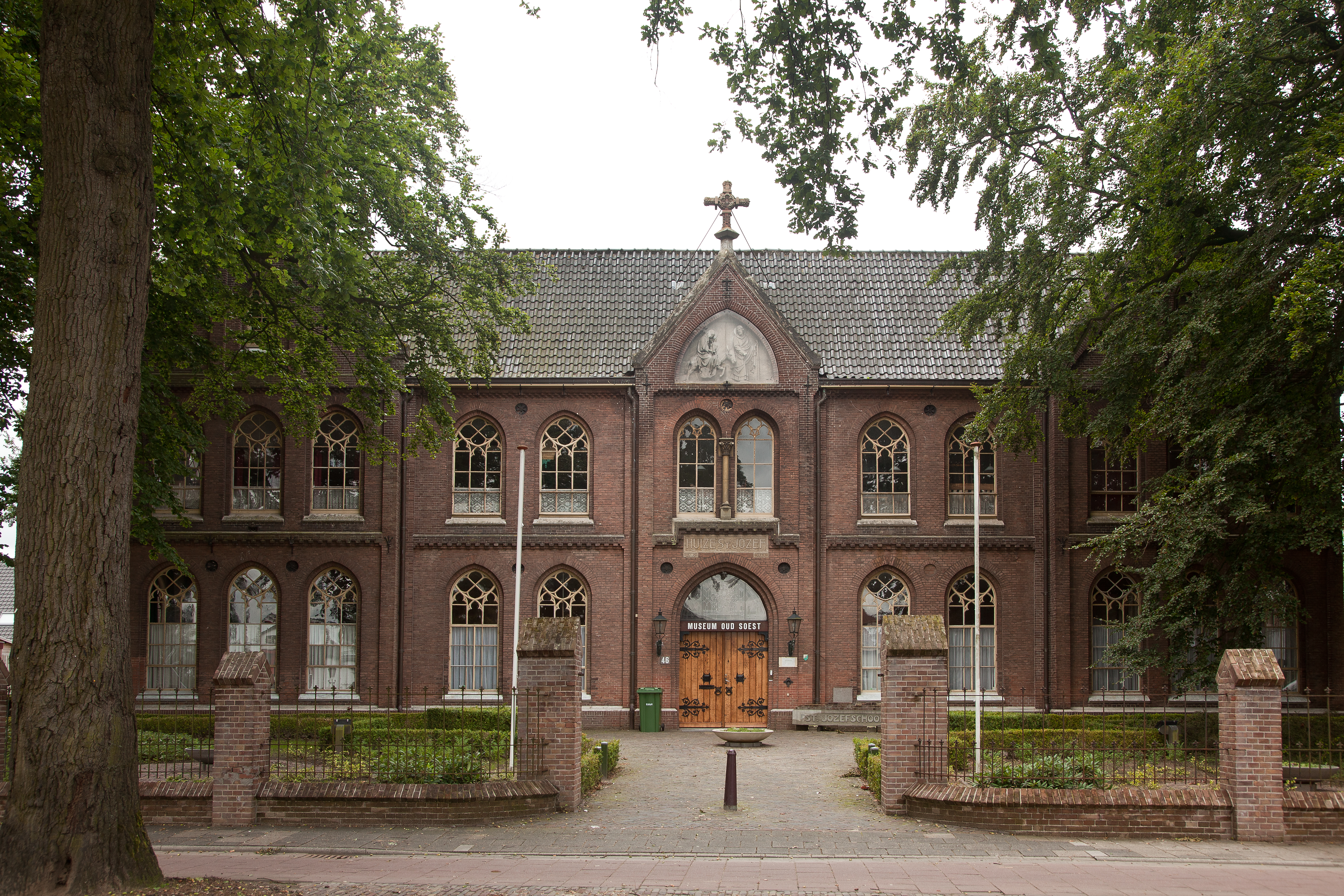
Museum Soest

M50
_ Maarten Mooij
- Magda Jansen-van Harten
- Majel Lustenhouwer
- Marc Koper
- Marcel Serierse
- Marga van Arnhem
- Maria Kraakman
- Mariaschool 
- Maria van de Schepop
- Marc Koper
- Marlous Fluitsma
- Marnix Dorrestein
- Martin Duiser
- Melksteeg
- MHC Soest
- Middelwijkstraat 34 
- Middelwijkstraat 48-50
- Mieken Wit-Kruijff
- Miep Oranje 
- Mink van Rijsdijk
- Monnikenbos 
- Monument koningin Emma
- Museum Soest

## N
Nassaulaan 13 
- Nationaal Landschap Arkemheen-Eemland
- Nationaal Militair Museum
- Nederlandsche Buurtspoorweg-Maatschappij
- Neeltje Prins-van den Broek
- Nico van der Burgt
- Nieuwstraat 16 
- NS Goederenloods

## O

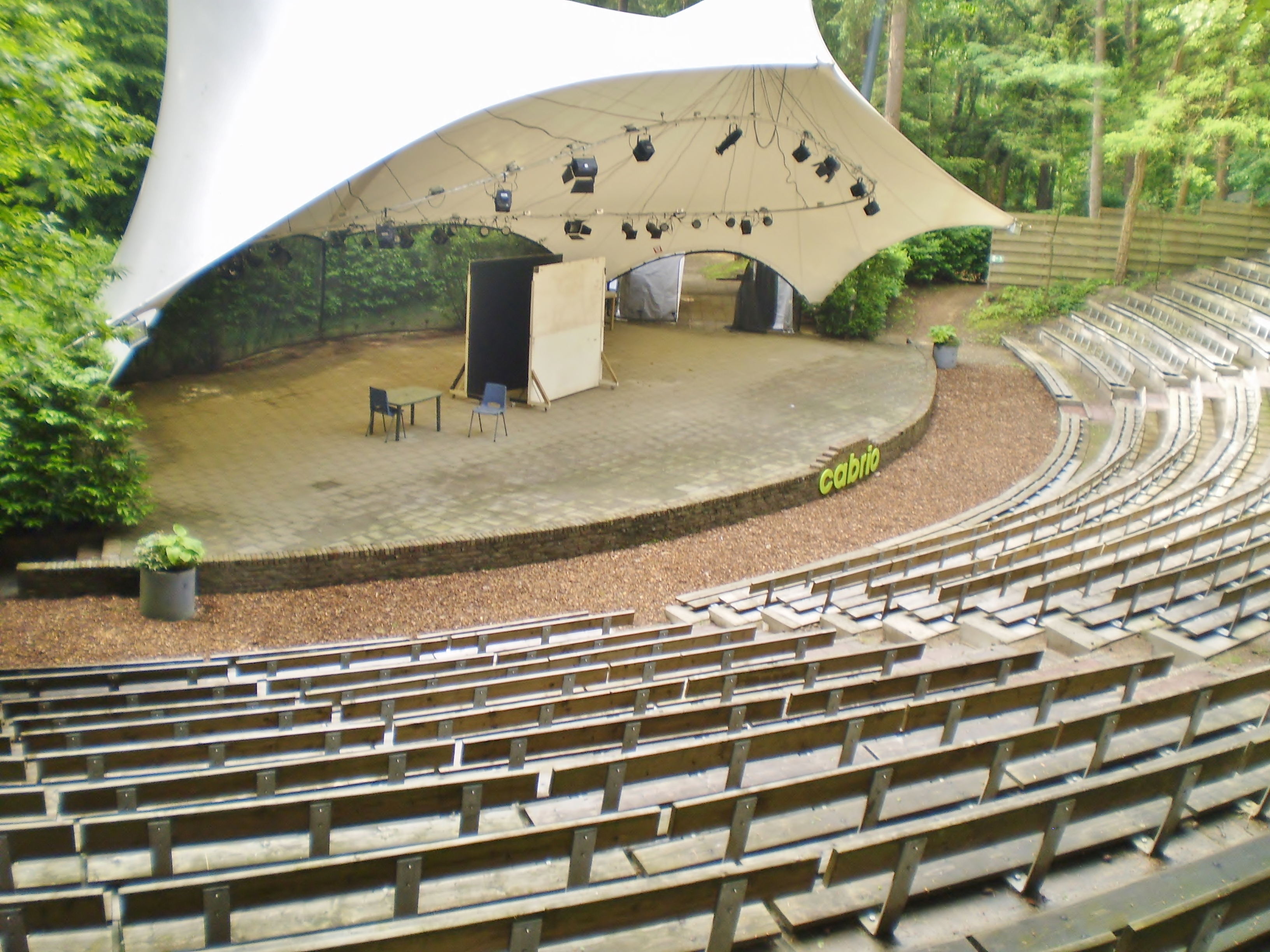
Cabrio

Officierscasino 
- Olga Ponjee
- OL Vrouwekerkhof 
- Openluchttheater Cabrio
- Op Hees
- Op Mieke's Hof 
- Ossendamweg 25-31 
- Otto Prinsen
- Otto Schouten
- Oud Soest 
- Oude bakkerij 
- Oude Kerk 
- Oude Mannen en Vrouwenhuis 
- Oude Raadhuis 
- Oude Tempellaan 16-18 
- Ouders Vrucht
- Overhees

## P

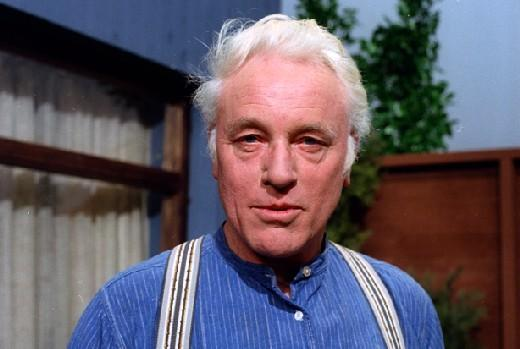
Piet Ekel

Park Vliegbasis Soesterberg
_ Pastorie Carolus Borromeus
- Patientia Vincit Omnia 
- Paul Scholten (burgemeester)
- Peter Kooij
- Peter van den Breemerweg 2 
- Peter van den Breemerweg 3 
- Petrus en Pauluskerk (pastorie) 
- Petrus en Pauluskerk 
- Peter Mangelmans
- Piet Ekel
- Piet Kuiper
- Pieter Casper Kroon
- Pieter Paul de Beaufort
- PMG (Pilarczyk Media Groep)
- Pompstation Den Blieklaan 
- Pompstation Soestduinen 
- poortgebouw begraafplaats
- Postkantoor Soesterberg 
- Praamgracht
- Provinciale weg 413
- Pijnenburg (landgoed)

## R

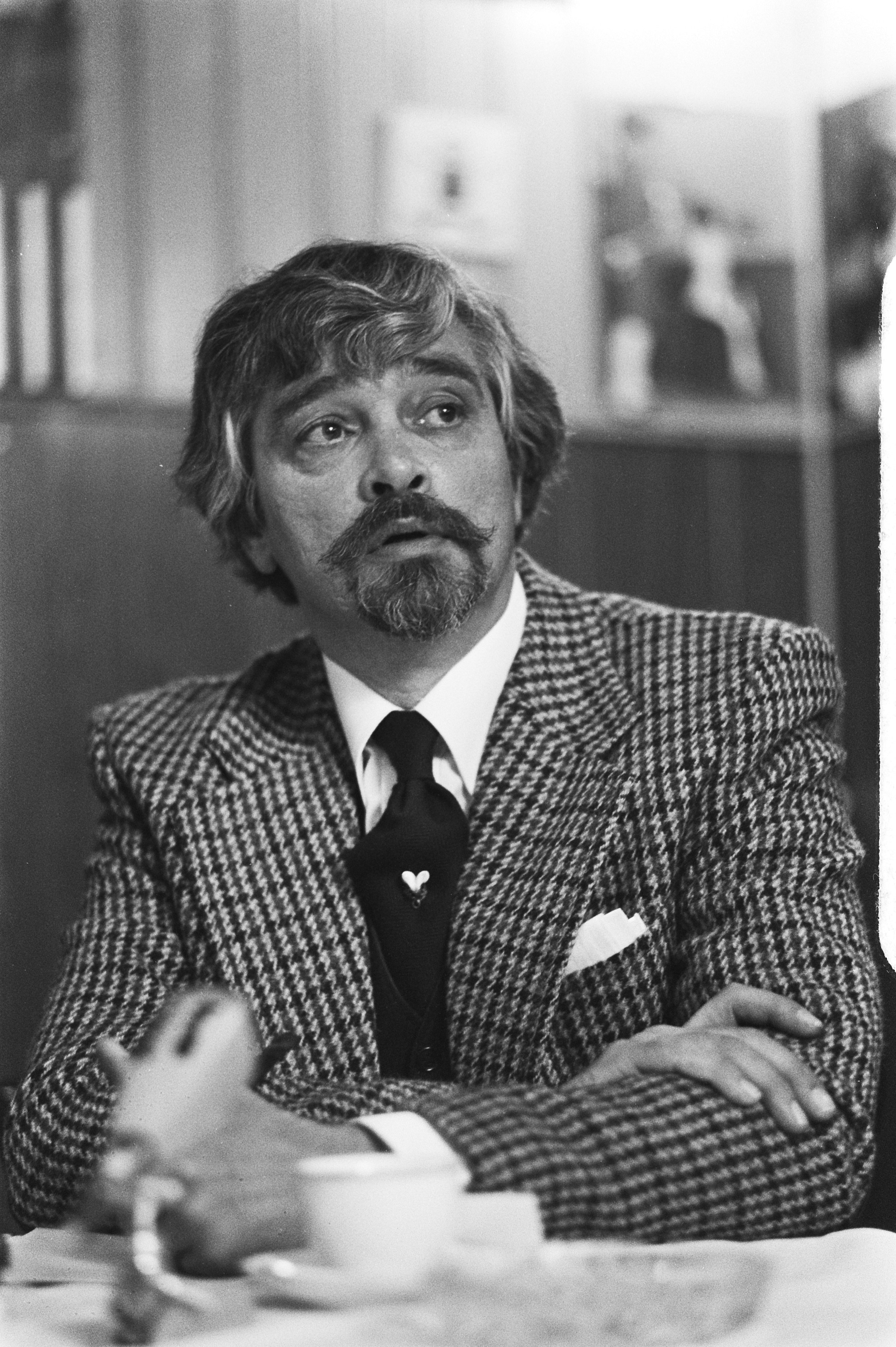
Rien Poortvliet

Radio Soest
- Raimond Burgman
- Rembrandtkapel 
- René Eijbersen
- Reyndert Snouckaert van Schauburg
- Rien Hack
- Rien Poortvliet
- Rika
- Rinke Tolman
- Robbert-Jan van de Velde
- Robbert Meeder
- Robert Roest
- Rob Metz
- Roosmarijn Reijmer 
- Rust en Vreugd
- Ruurd Reitsma
- Rijksbeschermd gezicht Soest

## S

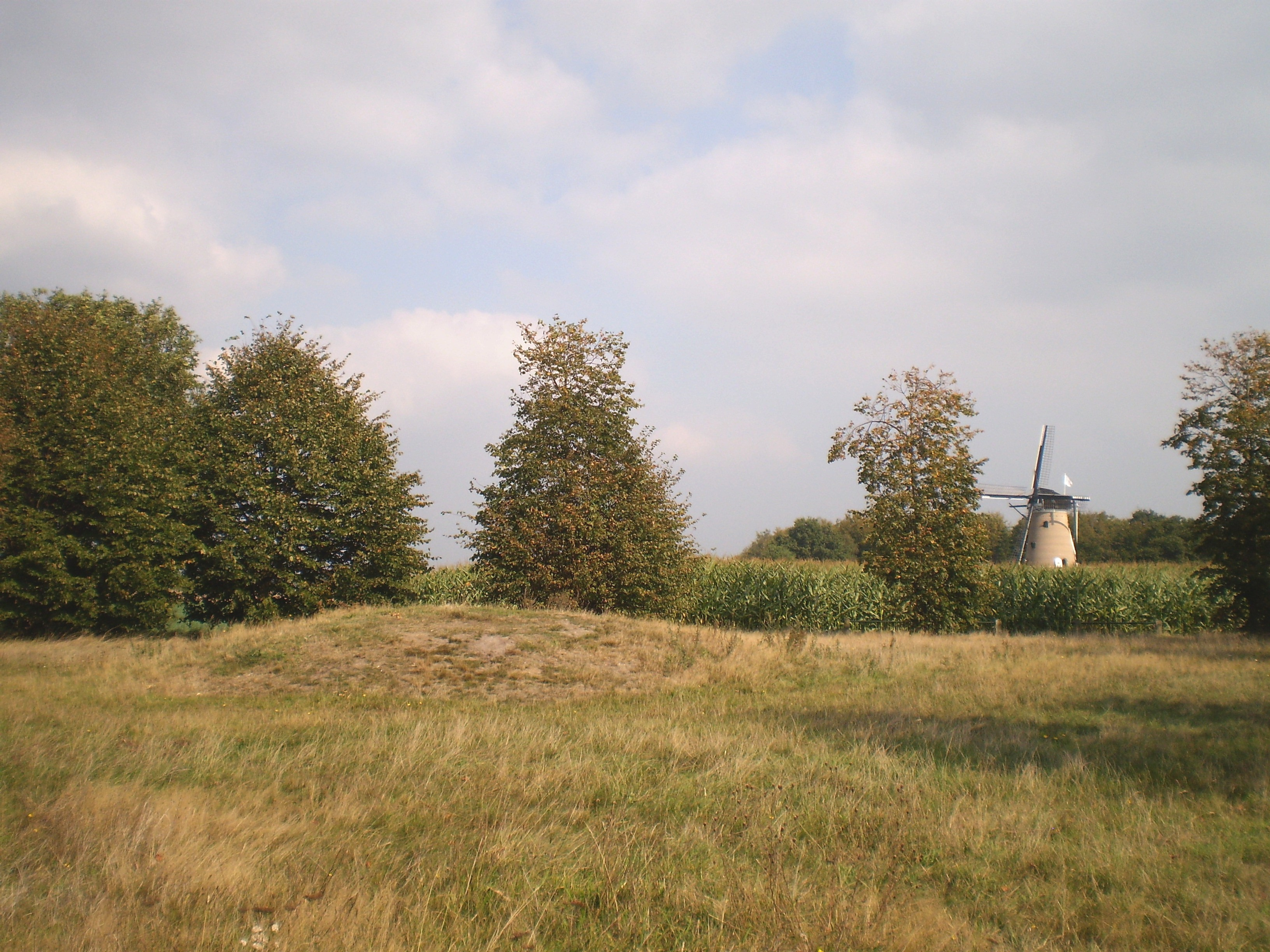
Soester Eng

Samuel Pieter Bentinck
- Sanne Delfgou
- Saskia van Dorresteyn
- Schade van Westrum
- SEC
- Simon van Woerden
- Sint-Josephgesticht
- Slag bij Soest
- Slangenbosje 
- Smitsveen
- Soestdijk
- Soestduinen
- Soesterberg Airforce Memorial
- Soester Courant
- Soester Duinen
- Soester Eng 
- Soester knol 
- Soesterengweg 2 
- Soester Paardentramweg
- Soesterveen
- Soester Natuurbad
- Soest-Zuid
- Soli deo Gloria 
- Sonneblinck 
- SO Soest
- Sovoco
- spoorlijn Den Dolder-Baarn
- Staalwijk 
- Station Soest
- Station Soest Zuid 
- Stationsweg 16 
- Steenhoffstraat 6
- Steenhoffstraat 12 
- Steenhoffstraat 40 
- Steenhoffstraat 65-75 
- Steenhoffstraat 8-10 
- Stopplaats De Paltz
- Sven Kockelmann
- Sylvestercross

## T

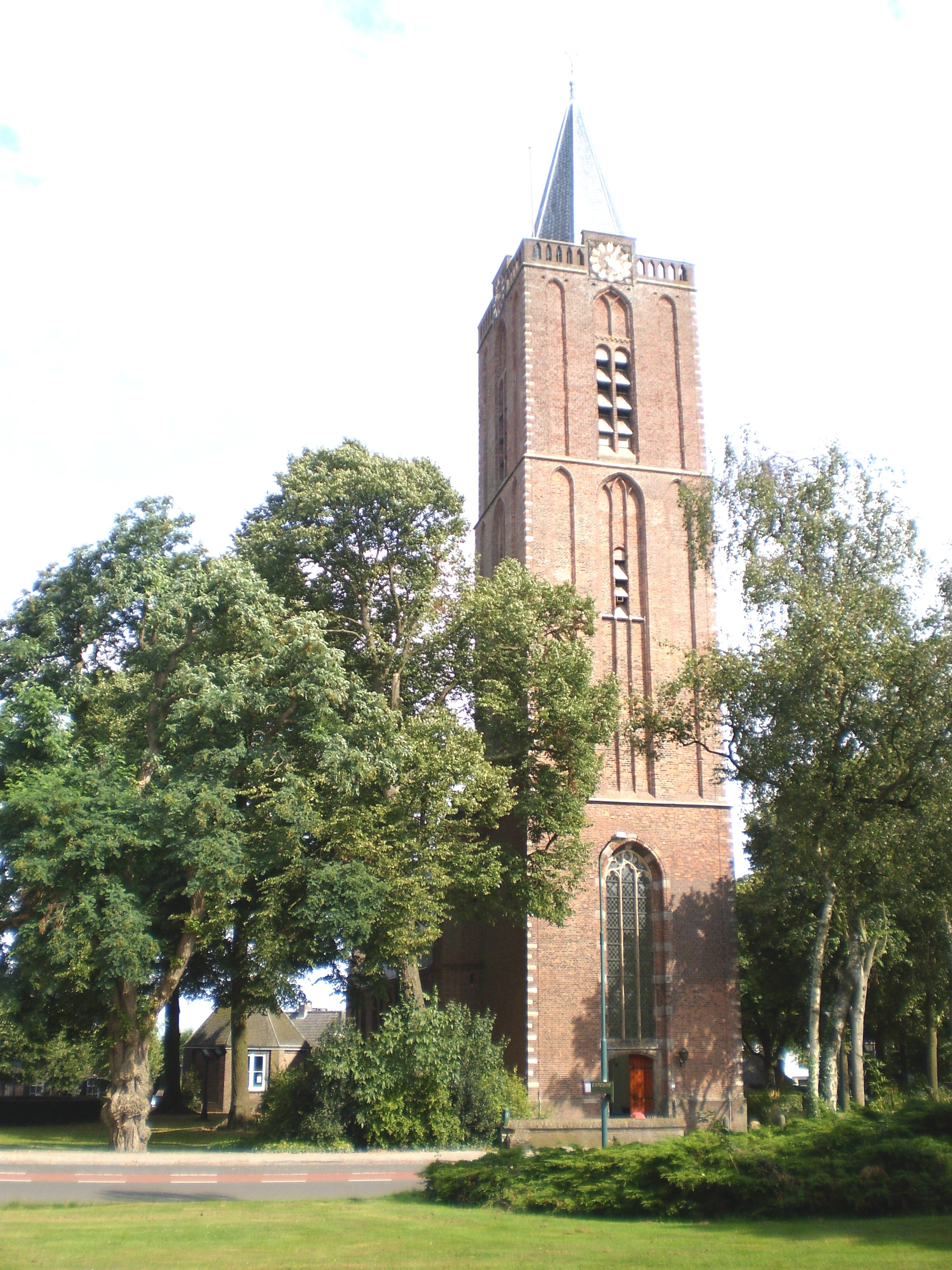
Oude Kerk

Tarquinius Noyon
- TBS Soest
- Ted Ponjee
- Tensen (busbedrijf)
- Tini Wagner
- 't Heem 
- 't Hoogje 
- 't Hoogt 
- 't Jachthuis 
- 't Kleihuis 
- 't Lange Huus 
- 't Puntje 
- 't Spiehuis 
- Thea Figee
- Ton van den Bremer
- toren van de Oude Kerk 
- trafohuisje Krommeweg 
- trafohuisje Poelmanweg 
- Trein 8.28 H.IJ.S.M.

## U
Uitgeverij Boekscout

## V

Vlag van Soest

Vallei en Veluwe
- Van der Huchtonderwijs
- Van Straelenlaan 17 
- Van Weedestraat 11-13 
- Van Weerden Poelmanweg 1-3 
- Veenhuizertol 
- Veenwijk 
- Veerhuis De Kleine Melm
- Verzetsmonument Soest
- Victor Koppe 
- Vlag van Soest
- Vliegtuigloods Soesterberg 
- Voormalig Politiebureau Soest 
- Voormalig raadhuis 
- Voormalige pastorie 
- Vosseveld
- Vredehof
- Vredehofstraat 1-5 
- Vredehofstraat 11 
- Vredehofstraat 21-23 
- VV Hees
- VVZ '49
- VV 't Vliegdorp

## W

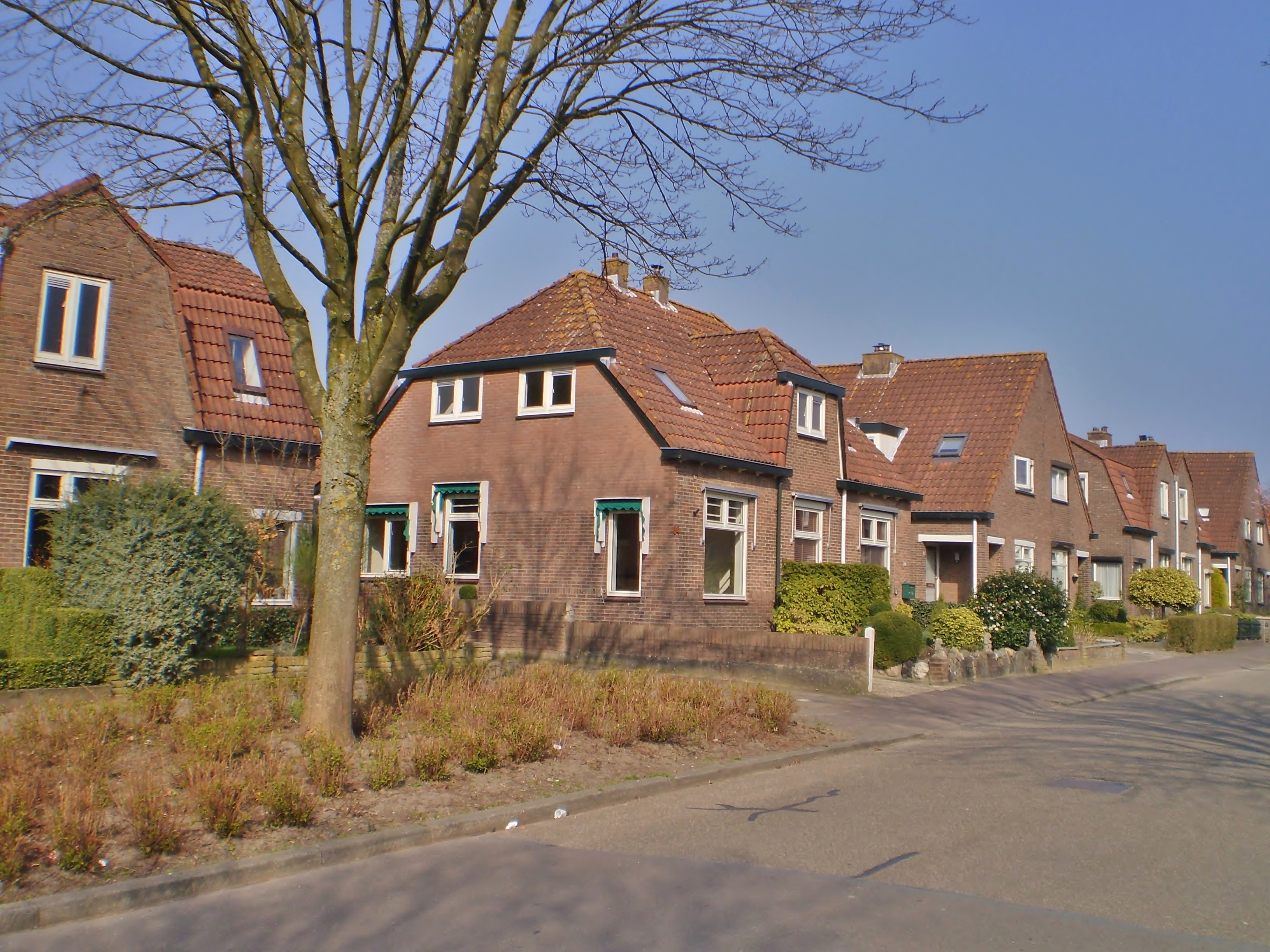
Woningbouwcomplex

Waldeck Pyrmontlaan 35 
- Wapen van Soest 
- Watertoren (Soest)
- Wesly Dijs
- Wieksloot 
- Wijkerhoek 
- Wilhelminakerk 
- Wilhelminalaan 2 
- Wilhelminalaan 26 
- Wilhelminalaan 30-32 
- Wilhelminalaan 4 
- Wilhelminalaan 6 
- Wilhelminalaan 8-10 
- Wilhelminalinde 
- Willem Alexanderschool 
- Willem Bouwhuis
- Willem Lengton
- Willemshoeve 
- Willem van der Leck
- Willem Visser (burgemeester)
- William Kraan
- Wim de Kam
- Winkelblok Steenhoffstraat 
- Woningbouwcomplex Sint Joseph

## Z
Zonnegloren
- Zuivelfabriek De Soester